# Carignan (Ardennes)
Carignan (bis 1662 Yvois oder Ivois, 1792–1801 Yvoy, ehem. deutsch Yvers, luxemburgisch Ipsch) ist eine französische Gemeinde mit 2745 Einwohnern (Stand 1. Januar 2022) im Département Ardennes, Region Grand Est. Die Stadt hat eine Fläche von 14,01 km². Sie liegt nahe der belgischen Grenze am Fuße der Ardennen und unweit von Sedan (ca. 20 km entfernt). Carignan ist Partnerstadt der deutschen Stadt Weinsberg. Die Einwohner werden nach dem früheren Namen der Stadt Yvoisiens genannt.

## Geschichte
Schon in römischer Zeit befand sich auf dem Gebiet des heutigen Carignan ein befestigter Ort mit dem keltischen Namen Epossium, der an der Straße von Durocortorum (dem heutigen Reims) nach Augusta Treverorum (dem heutigen Trier) lag.
Im Mittelalter gehörte Yvois zur Grafschaft Chiny, mit der sie 1362 an die Herzöge von Luxemburg verkauft wurde. Yvois wurde Sitz einer luxemburgischen Propstei und als Teil des Herzogtums Luxemburg 1443 Teil der burgundischen und 1555 der spanischen Niederlande.
Durch den Pyrenäenfrieden 1659 wurde die Propstei Yvois vom Heiligen Römischen Reich getrennt und Frankreich übertragen. 1662 wurde die Propstei zum Herzogtum Carignan erhoben und dessen Hauptstadt Yvois in Carignan umbenannt. Der Name des Herzogtums, einer für Eugen Moritz von Savoyen-Carignan geschaffenen Pairie, leitet sich von dessen Namen ab, der sich auf Carignano bei Turin bezieht. Nach Eugen Moritz’ Tod 1673 fiel das Herzogtum an seinen Bruder Emmanuel Philibert Amadeus, der auch den Titel Fürst von Carignan trug. Dessen Enkel Ludwig Viktor verkaufte das Herzogtum 1751 an Louis Jean Marie de Bourbon, duc de Penthièvre, der es 1769 als Mitgift für seine Tochter Louise Marie Adélaïde Louis-Philippe de Bourbon übertrug.
1790 wurde das Herzogtum Carignan aufgelöst und dem neuen Département Ardennes angeschlossen. Während der Ersten Republik (1792–1801) hieß die Stadt Yvoy.
Im Zweiten Weltkrieg wurde Carignan 1940 von französischer Artillerie zu 80 Prozent zerstört.
| Jahr                       | 1962 | 1968 | 1975 | 1982 | 1990 | 1999 | 2007 | 2016 |
| -------------------------- | ---- | ---- | ---- | ---- | ---- | ---- | ---- | ---- |
| Einwohner                  | 3403 | 3674 | 3724 | 3646 | 3359 | 3259 | 2987 | 2908 |
| Quellen: Cassini und INSEE |      |      |      |      |      |      |      |      |

## Persönlichkeiten
- Nicolas Bernard Guiot de Lacour (1771–1809), General der Infanterie und Kavallerie
- Jeanne Mélin (1877–1964), französische Pazifistin und Feministin